# Санбері (Північна Кароліна)
Санбері (англ. Sunbury) — переписна місцевість (CDP) в США, в окрузі Ґейтс штату Північна Кароліна. Населення — 276 осіб (2020).

## Географія
Санбері розташоване за координатами 36°26′49″ пн. ш. 76°36′46″ зх. д. / 36.44694° пн. ш. 76.61278° зх. д. (36.446894, -76.612732).  За даними Бюро перепису населення США в 2010 році переписна місцевість мала площу 6,35 км², уся площа — суходіл.

## Демографія
Згідно з переписом 2010 року, у переписній місцевості мешкало 289 осіб у 129 домогосподарствах у складі 86 родин. Густота населення становила 46 осіб/км².  Було 144 помешкання (23/км²).
Расовий склад населення:
| - 83,0 % — білих - 13,8 % — чорних або афроамериканців - 0,3 % — корінних американців - 0,3 % — азіатів |

До двох чи більше рас належало 2,1 %. Частка іспаномовних становила 4,5 % від усіх жителів.
За віковим діапазоном населення розподілялося таким чином: 18,7 % — особи молодші 18 років, 63,7 % — особи у віці 18—64 років, 17,6 % — особи у віці 65 років та старші. Медіана віку мешканця становила 40,9 року. На 100 осіб жіночої статі у переписній місцевості припадало 102,1 чоловіків;  на 100 жінок у віці від 18 років та старших — 106,1 чоловіків також старших 18 років.
Середній дохід на одне домашнє господарство  становив 72 595 доларів США (медіана — 69 712), а середній дохід на одну сім'ю — 72 595 доларів (медіана — 69 712). За межею бідності перебувало 10,9 % осіб, у тому числі 30,6 % дітей у віці до 18 років та 0,0 % осіб у віці 65 років та старших.
Цивільне працевлаштоване населення становило 122 особи. Основні галузі зайнятості: мистецтво, розваги та відпочинок — 35,2 %, освіта, охорона здоров'я та соціальна допомога — 31,1 %, оптова торгівля — 23,0 %.